# Jindřich Daxer
Jindřich Daxer, též Heinrich Daxer (28. listopadu 1885 Pančevo – 14. října 1936 Berlín), byl německý evangelický duchovní působí v Uhersku, později v Německu, v meziválečném období i československý politik a poslanec Národního shromáždění za Maďarsko-německou křesťansko-sociální stranu.

## Biografie
Narodil se v rodině tesaře v Pančevu. Studoval na gymnáziích v Pančevu a Békéscsabě, kde roku 1905 odmaturoval. Teologii studoval v letech 1905–1910 na univerzitách v Bratislavě, Rostocku a Lipsku. Licenciát teologie získal roku 1913 na univerzitě v Rostocku na základě disertace Römer 1,18-2,10 im Verhältnis zur spätjüdischen Lehrauffassung.
Do úřadu evangelického duchovního byl ordinován dne 2. září 1910 v Budapešti. Nastoupil pak jako pomocný kazatel do sboru ve městě Mezőberény, odkud odešel roku 1911 na místo pomocného kazatele v Pezinku; tam pak v letech 1912 až 1919 působil jako farář německého církevního sboru evangelické církve. Dne 15. srpna 1913 se oženil s Elisabeth Wulffovou.
Po parlamentních volbách v roce 1920 získal mandát v Národním shromáždění. Mandát ale nabyl až dodatečně roku 1921 jako náhradník poté, co poslanec János Tobler nezískal osvědčení pro potvrzení mandátu. I sám Daxer pak v roce 1922 mandát ztratil pro verdikt volebního soudu, který neověřil jeho mandát. Místo něj nakonec nastoupil na poslanecké křeslo Viktor Palkovich. Podle údajů k roku 1921 byl profesí bývalým evangelickým farářem v Pezinku.
Zemřel v říjnu 1936 v berlínské nemocnici. Vracel se tehdy z ozdravného pobytu.